# Gustaf Eurenius
Gustaf Daniel Eurenius, född 25 juni 1818 i Skartofta socken, död 15 januari 1898, var en svensk tecknare och litograf.
Eurenius studerade konst för Magnus Körner i Lund och en kortare tid vid Konstakademien i slutet av 1830-talet. På familjens önskan lämnade han konsten för att ägna sig åt familjens lantbruk och bosatte sig i Norrköping. Hans konst består av skånska folktyper, marknadsscener och karikatyrer ur akademistaten i teckningar eller som litografier. Eurenius är representerad vid Malmö museum.
Han var son till hovpredikanten Carl Abraham Eurenius och Anna Brita Hylander och från 1845 gift med Maria Catharina Laurentia (Laura) Lindstedt samt blev far till Axel Eurenius. Han var vidare bror till Malte Eurenius och Wilhelm Abraham Eurenius.